# 玄光社
玄光社（げんこうしゃ）は、日本の出版社。創業1931年（昭和6年）。主に映像や写真、イラストレーションに関する雑誌や書籍を出版している。定期刊行物として、雑誌「コマーシャル・フォト」「ビデオサロン」「イラストレーション」を発行。写真、映像、イラストに関する技法書や、イラスト画集、作品集、写真集などを出版。近年では、映画、アニメの関連書籍や、料理やキャンプに関する実用書など、幅広いジャンルを発行している。

## 概要
- 同社の出版する刊行雑誌やムックは、写真、映像、イラストレーション、広告、印刷などの専門分野に特化している点が特徴である。
- 『コマーシャル・フォト』は広告写真と広告表現の専門誌で、1960年に創刊され約50年の歴史をもつ。プロのフォトグラファー、広告のアートディレクター、グラフィックデザイナー、CMクリエイターの間で広く読まれている。
- 『ビデオSALON』は日本で唯一の、ビデオ映像制作を楽しむ人のための月刊誌で、アマチュアだけでなく、テレビ局をはじめ映像制作業界で広く読まれている。
- 『イラストレーション』は業界では数少ないイラストレーション専門の刊行誌である。
- 『イラストレーションファイル』は日本で活躍するイラストレーターを紹介する業界向けの専門誌。広告制作者、出版関係者、キャラクタービジネス関係者の間で広く読まれている。
- 『ファッションイラストレーションファイル』は日本で活躍するファッションイラストレーターを紹介する業界向けの専門誌。ファッション関連企業、アートディレクター、編集者の間で広く読まれている。
- 『CM NOW』はテレビCMとCMタレントの専門誌であり、表紙はそのとき人気の女性タレントであるためグラビアとしての価値もある。Vol.221（2023年2月9日発売号）をもって休刊。
- 『フォトテクニック』は写真家のマニュアルブック的なものであり、隔月発行ながら写真業界では貴重な刊行誌である。
- 『デジタルフォトテクニック』は、『フォトテクニック』の別冊で、デジタルに特化した写真、カメラの専門誌である。『フォトテクニックデジタル』と改題したのち、2021年8月号で休刊。
- 電子出版にも積極的で、Amazon Kindleストアほか、主要電子書店で配信している。

## 歴史
創業者の北原正雄は北原白秋の甥で、白秋の弟らが始めた出版社アルスを手伝ったのち、独立して玄光社を創業した。社名は白秋の命名。かつて出版していた雑誌『写真サロン』には堀内誠一がおり、『コマーシャルフォト』の創刊に関わった。同誌創刊時には、のちに薔薇十字社を立ち上げた内藤三津子も編集者として在籍した。

## 関連会社
自社ビル内には同社の専属広告代理店であるサロン・エージェンシーを据えている。

## 主な出版物

### 刊行雑誌
- コマーシャル・フォト
- ビデオサロン
- イラストレーション

### 書籍
- カメラじゃなく、写真の話をしよう
- 新版 映像制作ハンドブック
- 図解だからわかりやすい映像編集の教科書
- 安彦良和の歴史画報
- COLORFUL わたせせいぞうミュージック・コレクション
- 藤ちょこ画集 彩幻境
- 佐倉おりこ画集　Fluffy
- 美好よしみ作品集 ShowCase
- ももこ画集　arpeggio
- 忍たま乱太郎 アニメーション設定画集
- タローマン・クロニクル
- GLAY CREATIVE COLLECTION 1994-2024